# Katherine Grainger
Dame Katherine Jane Grainger, britanska (škotska) veslačica, * 12. november 1975, Glasgow.
S petimi osvojenimi olimpijskimi medaljami je Graingerjeva najuspešnejša britanska olimpijka.